# Haßberge (district)
Districtul Haßberge este un district rural (germană: Landkreis) din regiunea administrativă Franconia Inferioară, landul Bavaria, Germania.

## Orașe și comune
| orașe 1. Ebern (7.426) 2. Eltmann (5.505) 3. Haßfurt (13.493) 4. Hofheim i.UFr. (5.234) 5. Königsberg i.Bay. (3.739) 6. Zeil a.Main (5.924) comune (târg) 1. Burgpreppach (1.456) 2. Maroldsweisach (3.765) 3. Rentweinsdorf (1.611) | comune 1. Aidhausen (1.926) 2. Breitbrunn (1.084) 3. Bundorf (973) 4. Ebelsbach (3.941) 5. Ermershausen (614) 6. Gädheim (1.250) 7. Kirchlauter (1.444) 8. Knetzgau (6.556) 9. Oberaurach (4.384) 10. Pfarrweisach (1.586) 11. Rauhenebrach (3.200) 12. Riedbach (1.720) 13. Sand am Main (3.198) 14. Stettfeld (1.260) 15. Theres (2.822) 16. Untermerzbach (1.773) 17. Wonfurt (1.969) |

1. ↑  „Haßberge”, Gemeinsame Normdatei, accesat în 14 februarie 2025
2. 1 2  GeoNames, accesat în 5 ianuarie 2017
3. ↑  GeoNames